# دایموند بیچ (نیوجرسی)
دایموند بیچ (به انگلیسی: Diamond Beach) یک منطقهٔ مسکونی در ایالات متحده آمریکا است که در شهرستان کیپ می، نیوجرسی واقع شده‌است. دایموند بیچ ۰٫۴۰۶ کیلومتر مربع مساحت و ۱۳۶ نفر جمعیت دارد و ۲ متر بالاتر از سطح دریا واقع شده‌است.